# Penyal

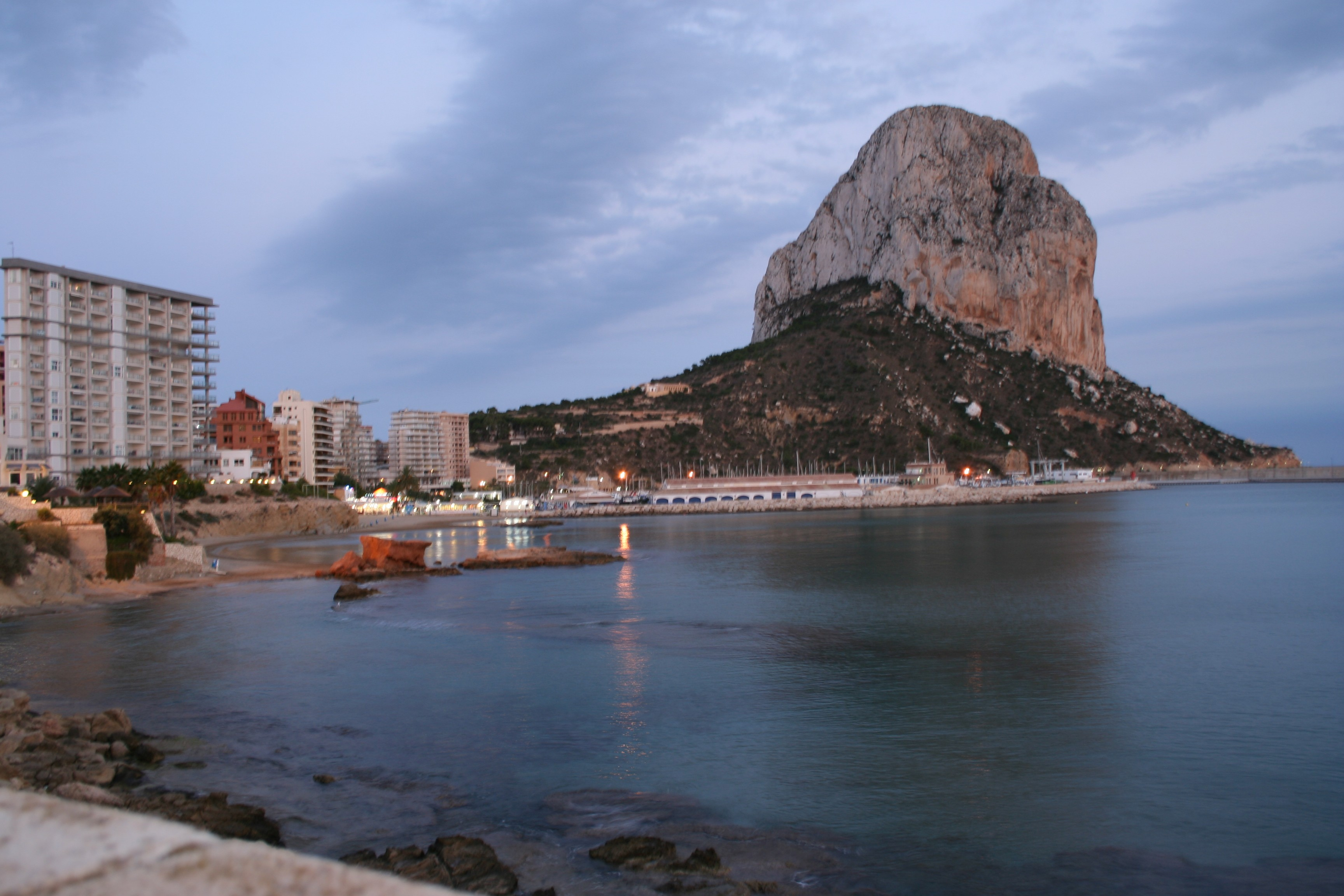
El penyal d'Ifac a Calp.

Un penyal, promontori o tormo és una massa rocallosa, normalment aïllada, i d'una certa altura. Una zona plena de penyals es diu penyalar.

## Particularitats
Els penyals són accidents geogràfics que es troben a certes zones del planeta i que han servit de punt de referència des de temps molt antics. Algunes cultures han donat als penyals caràcter mític o religiós.

## Exemples
Entre els penyals més coneguts cal mencionar els següents:
- Iapigyum promontorium
- Penyal d'Alhucemas
- Penyal d'Alger
- Penyal de Gibraltar
- Penyal d'Ifac
- Penyal del Migdia
- Penyal de San Antonio
- Penyal de Vélez de la Gomera
- Promontori d'Hèrcules